# Richard Ramos
Pour les articles homonymes, voir Ramos.
Richard Ramos, né le 23 mars 1968 à Blois (Loir-et-Cher), est un homme politique français, membre du MoDem. Il est député de la 6e circonscription du Loiret depuis le 21 juin 2017.

## Biographie

### Origine et carrière professionnelle
Fils d'un pied-noir d'Algérie rapatrié en 1962, Richard Ramos naît à Blois le 23 mars 1968 et assiste aux conseils municipaux de sa ville natale alors qu'il est adolescent. Il aide son père à coller des affiches de l'UDF lors des campagnes électorales, parti qu'il refuse lui-même de rejoindre le considérant « trop bourgeois ».
Après avoir obtenu un baccalauréat B, il quitte le giron familial et occupe un emploi de serveur dans un café-brasserie de Blois, « La Tocade ».

### Mandats politiques

#### Conseiller municipal
Le 16 mars 2018, il est élu conseiller municipal de Fay-aux-Loges. Il devient ensuite vice-président du syndicat intercommunal de collecte et de traitement des ordures ménagères (Sictom) local.

#### Député du Loiret
En 2017, il devient député à l'Assemblée nationale, élu dans la sixième circonscription du Loiret sous l'étiquette MoDem. Il est réélu député le 19 juin 2022 avec 57,27% des voix, améliorant son score par rapport à 2017,.
Richard Ramos est particulièrement impliqué sur les sujets relatifs à l'alimentation et à l'agriculture. Le 8 octobre 2017, il déverse une tonne d'oignons sur le parking d'un supermarché afin de dénoncer les marges des distributeurs.
À l'Assemblée nationale, il milite pour faire adopter une loi permettant aux restaurateurs de mettre des pré-enseignes dans leurs communes. Sur le sujet de l'alimentation, il dépose des amendements notamment soutenu par les députés Les Républicains (LR) et La France insoumise (LFI).
Il s'implique beaucoup sur la question du lobbying auprès des législateurs, notamment lorsqu'il s'agit de l'agriculture ou de l'industrie agroalimentaire. Il fait de son combat pour le "bien manger" et contre l'utilisation des nitrites dans la charcuterie, reconnus comme cancérigènes, le cœur de son travail législatif.
En 2021, il conduit une mission d'information à l'Assemblée nationale relative aux sels nitrités dans l'industrie agroalimentaire.
Le 3 février 2022, il fait adopter, à la quasi-unanimité et en première lecture, une proposition de loi visant à réduire les doses maximales de sels nitrités dans la charcuterie et le jambon, soulignant que : "ça tue les Français",. Le syndicat des charcutiers traiteurs, le FICT, salue cette décision.
La même année, l'Agence Nationale Sécurité Sanitaire Alimentaire Nationale (ANSES) confirme un lien entre l'exposition alimentaire aux nitrates et nitrites avec le risque de cancer colorectal. Le 25 octobre 2022, Richard Ramos dépose alors une proposition de résolution européenne relative à l'interdiction des additifs nitrés dans les produits de charcuterie en Europe.
En 2023, il est le premier député de la majorité présidentielle (Ensemble) à annoncer qu'il ne votera pas en faveur du projet de réforme des retraites du gouvernement, le qualifiant d'« injuste » et de « pénalisant pour les travailleurs séniors et les femmes »,.
Il déclare son intention de voter la motion de censure transpartisane contre le Projet de loi de financement de la Sécurité Sociale 2023, et affirme : "il faut un gouvernement qui rebatte les cartes, avec des ministres capables d’écouter le peuple français et pas une bande d’arrogants qui expliquent aux Français pourquoi ils sont idiots et pourquoi, eux, ils ont raison, ce qui est actuellement le cas avec un chef à plumes nommé Olivier  Véran". Contrairement à ses déclarations, il ne prend pas part au vote.
Le 6 avril 2023, il est l'unique député de la majorité présidentielle à voter en faveur du blocage des prix des produits de première nécessité.
Estimant que le parti présidentiel Renaissance est une nouvelle UMP, il souhaite la constitution d'une « liste centriste » aux européennes de 2024.
Il est réélu le 7 juillet 2024.